# Брі (Середзем'я)

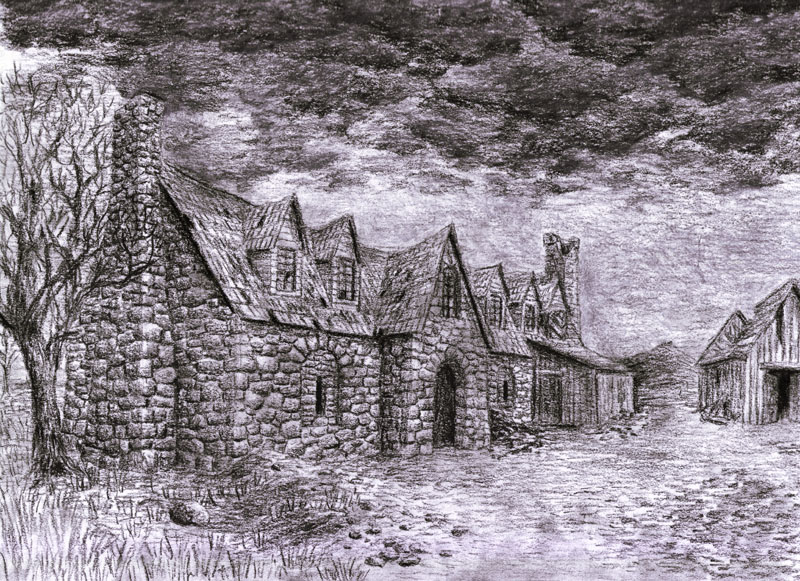
«Покинутий заїзд»

Брі (англ. Bree) — поселення у вигаданому світі Середзем'я Дж. Р. Р. Толкіна, яке знаходилося у Еріадорі на схід від Ширу та на південь від Форноста.

## Походження назви
Вважається, що своєю назвою Брі завдячує селу Брілл у графстві Бакінгемшир у Англії, яке Толкін постійно відвідував на початку свого навчання у Оксфорді. Також існують дані про те, що він навіть недовго жив у цьому селі.
За Толкіном діалектне слово Bree (кельтського походження) означає «пагорб» та пов'язано з тим, що поселення Брі та навколишній край розташовувалися навколо великого пагорба. Назва ж реально існуючого села Брілл так само означає «пагорб» та є новоутворенням від сполучення Bre-hyll, обидва компоненти якого означають «пагорб», кельтською та англо-саксонською мовами, відповідно.

## Історія та місце розташування
Брі було стародавнім людським поселенням у землях Еріадору, заснованим ще до початку Третьої Епохи. Після утворення Арнору, входило до його складу, а пізніше було частиною Артедайну. Після падіння Північного Королівства, Брі продовжувало своє існування, не зважаючи на відсутність будь-якої центральної влади чи уряду протягом багатьох століть. Знаходячись на перетині двох великих трактів — Великого Східного та Північного (після падіння Арнору занедбаного та перейменованого у Зелений Шлях), воно було центром торгівлі та місцем відпочинку для мандрівників, хоч останніх після падіння Арнору відчутно поменшало. Це вплинуло на розмір та заможність мешканців поселення.
На захід від Брі розташовувалися Великі Кургани та Праліс, на узліссі якого знаходився дім Тома Бомбадила. Навколо поселення у однойменному лісистому краю розташовувалися також селища Стіг (англ. Staddle) на південно-східному боці Брійського пагорба, Гребнів (англ. Combe) у глибокій долині далі на схід та Арчет (англ. Archet) під Чет-лісом (англ. Chetwood).
На схід від Брі, у дні шляху Східною дорогою знаходився «Покинутий заїзд».
Брі було єдиним місцем у всьому Середзем'ї, де разом жили люди та гобіти, і ніде у світі не бачили такого особливого, але досконалого ладу. У «Володарі Перстенів» вказується, що гобітівська громада краю Брі називала себе найдавнішим поселенням гобітів у світі, заснованим задовго до того, як було заселено Шир.

## Край Брі

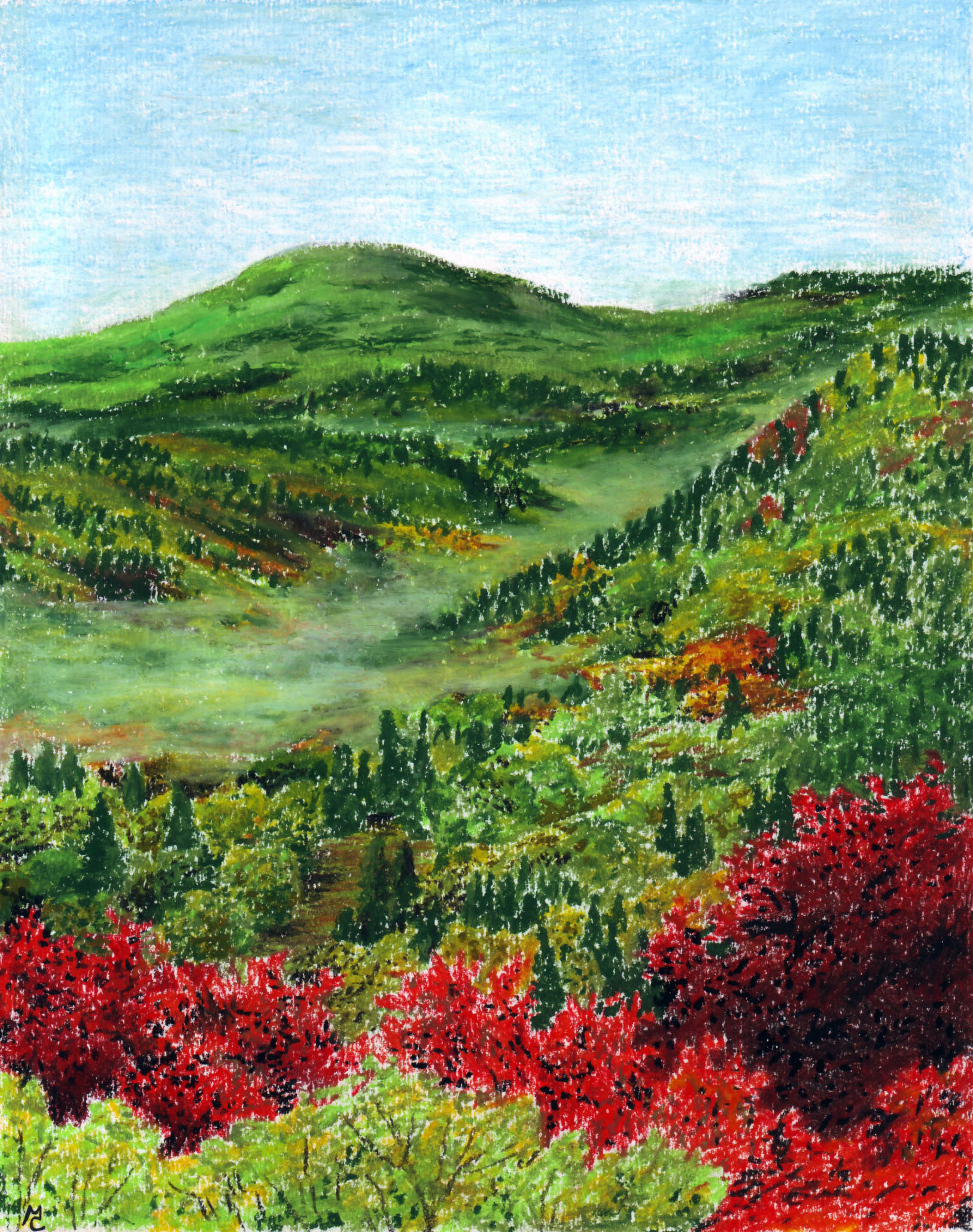
Чет-ліс

Навколо Брі розташовувалося чотири інших поселення, які разом утворювали так званий край Брі:
- Власне Брі, який вважався неофіційним центром усієї навколишньої території.
- Стіг (Staddle, від староанглійського staddle — «стоян», «опора», «острева») — у якому мешкала переважна більшість гобітівських родин краю, які існували за рахунок підсобного господарства, зокрема, вирощування люлькового зілля. Стіг розташовувався на південно-східному боці Брійського пагорба на південь від Гребнева та Арчета. Це було єдине село (крім, власне, самого Брі), яке можна було побачити з Великої Східної дороги[6].
- Гребнів (Combe, від староанглійського coomb — «яр», «байрак», «вибалок», зближеного у вимові з comb — «гребінець») — більшість населення якого складали люди, а гобітівська меншина займалася сільським господарством. Гребнів знаходився за Брійським пагорбом у глибокій долині між поселеннями Стіг та Арчет.
- Арчет (Archet, від староанглійського chet — «ліс») — найпівнічніше з поселень у краї. Розташоване у Чет-лісі, воно було населено головним чином людьми.

Як вказується у «Володарі Перстенів», довкола Брійського пагорба та згаданих чотирьох селищ простягалися поля і розчищені переліски шириною кілька миль. Сам край Брі нагадував острів посеред пустки.

## Населення Брі
У «Братстві Персня» говориться, що:

|  | Люди з Брі були темно-русі, кремезні і трохи низького зросту, мали веселу та незалежну вдачу: нікому не корилися, крім самих себе; зате більше приятелювали і зналися з гобітами, гномами, ельфами й іншими мешканцями довколишнього світу, ніж тодішній (і теперішній) Великий Народ. За їхніми власними переказами, жили вони тут споконвіку і походили від перших людей, котрі примандрували на Захід Середзем'я. Мало хто з них пережив безлад Прадавніх Часів; але коли королі повернулися з-за Великого Моря, то знайшли брійців на тому самому місці. І якщо про старих королів уже і пам'ять травою поросла, то вони живуть тут і далі |

.
Втім, у додатку до «Володаря Перстенів» зазначається, що мешканці Брі походили від племені сірян, яке у прадавні часи населяло долини Білих Гір.
Крім людей у Брі мешкало також кілька гобітівських родин, чиї оселі розташовувалися вище на схилі Брійського пагорба, над будинками людей. Обидві громади називали одна одну Великим та Малим Народами, перебували у добрих стосунках, і кожна з них займалася своїми справами, вважаючи себе невід'ємною часткою населення краю. Мешканці Брі, як люди, так і гобіти, не любили мандрувати та найбільше переймалися справами своїм чотирьох селищ.
Говориться також, що кров брійських гобітів, без сумніву, текла в жилах Брендіцапів.

## Архітектура та особливості забудови
Як говориться у «Володарі Перстенів», у Брі було близько сотні кам'яних будинків Великого Народу, які розташовувалися здебільшого над Дорогою, на схилі пагорба, вікнами на захід. Півколом їх оточував глибокий рів із густим плотом з внутрішнього боку. Через рів було прокладено дамбу; а там, де Дорога перетинала пліт, стояли великі ворота. Ще одні ворота розташовувалися на південному краю поселення. На ніч їх замикали, а всередині в невеликих сторожках сиділи воротарі.
Біля самого рову на західному кінці Брі стара Північна дорога зливалася зі Східною.

### Заїзд «Брикливий Поні»
Заїзд «Брикливий Поні» (англ. the Prancing Pony) розташовувався у тому місці, де Східна дорога повертала праворуч та огинала Брійських пагорб. Як розповідається у «Володарі Перстенів», заїзд мав три поверхи та безліч вікон, і його було збудовано давним-давно, коли рух на обох дорогах був досить жвавим. Для звиклого ока заїзд виглядав приємним навіть зовні. Його фасад виходив на Східну дорогу, а два бічні крила врізалися у нижній схил пагорба, так що вікна другого поверху були на одному рівні з землею. До внутрішнього двору між двома крилами вела широка арка, а ліворуч під аркою були великі двері з широкими сходами.
Кімнати для гобітів розташовувалися у північному крилі на першому поверсі та мали круглі вікна й усе на гобітівський смак.
Заїзд правив за місце зустрічі для нероб, балакунів і пліткарів, великих і малих, з усіх чотирьох селищ краю Брі, а також за притулок для слідопитів та інших мандрівців, а також для подорожніх (переважно гномів), котрі усе ще ходили Східною дорогою до Імлистих гір. Господар «Брикливого Поні» вважався серед місцевих мешканців поважною особою.
На вивісці заїзду було зображено товстого білого поні дибки та напис «Брикливий Поні» Барлімана Баттербура.

## Брі у творах Толкіна
У «Братстві Персня» після прощання з Томом Бомбадилом Фродо Торбин та його друзі зупиняються на ніч у Брі у заїзді «Брикливий Поні», де зустрічають Бурлаку.
У «Поверненні Короля» Фродо з супутниками, повертаючись додому, також проїжджають через Брі. У «Незакінчених оповіданнях» поблизу Брі відбулася зустріч Ґандальфа з Торіном Дубощитом.

## У кінематографі та мистецтві
У кінотрилогії «Володар Перстенів» Пітера Джексона Фродо Торбин разом з трьома супутниками прибувають до Брі майже одразу після переправи через Брендівінну, через що створюється враження, що між цими двома подіями минає значно менше часу, ніж це описано у книзі Толкіна. У фільмі показано також спробу назґулів убити гобітів у спальні. Ця сцена фактично повторює аналогічну сцену з мультиплікаційного фільмі 1978 року «Володар Перстенів», режисера Ральфа Бакши.
Брі та край Брі також показані у комп'ютерній грі «Lord of the Rings Online: Shadows of Angmar» та «The Fellowship of the Ring», у яких гравець має змогу дослідити містечко.